# Hosejnabad-e Ghale
Hosejnabad-e Ghale – wieś w Iranie, w ostanie Azerbejdżan Zachodni, w szahrestanie Mijandoab. W 2006 roku liczyła 224 mieszkańców.